# Prosthetic Records
Prosthetic Records es un sello discográfico que se especializa en la música Heavy metal. Fue fundado por E.J. Johantgen y Dan Fitzgerald en 1998, quienes eran empleados de Columbia Records en Los Ángeles, California. Prosthetic Records lanzó los primeros dos álbumes de Lamb Of God y actualmente mantiene contrato con All That Remains, The Acacia Strain, Skeletonwitch y Gojira.

## Bandas de Prosthetic
- 1349
- The Acacia Strain
- All That Remains
- Antagonist
- Animals as Leaders
- Beneath the Massacre
- Book of Black Earth
- Burn In Silence
- Cannae
- Century
- Crematorium
- Dew-Scented
- Dragged into Sunlight
- The Funeral Pyre
- Gojira
- Grief of War
- Hollow Corp.
- Holy Grail
- Infernaeon
- Knocked Loose
- Kylesa
- Landmine Marathon
- The Minor Times
- Neuraxis
- Ov Hell
- Reflux
- Scale the Summit
- Skeletonwitch
- Testament
- Through the Eyes of the Dead
- Trap Them
- Unholy
- Withered
- Wolf
- Wristmeetrazor

## Bandas pasadas de Prosthetic
- Burn in Silence
- Byzantine (inactiva)
- Caliban
- Canvas
- Goatsnake
- Himsa
- Invocation of Nehek
- Lamb of God
- Life in a Burn Clinic
- Light This City (inactiva)
- Spite
- The Esoteric
- Yakuza
- Year of Desolation